# Diphyus ochromelas
Diphyus ochromelas är en stekelart som först beskrevs av Gmelin 1790.  Diphyus ochromelas ingår i släktet Diphyus och familjen brokparasitsteklar. Arten är reproducerande i Sverige. Inga underarter finns listade i Catalogue of Life.